# Angelo Rovegno
Angelo Rovegno (nacido en Provincia de Lima, Departamento de Lima, Perú, 28 de mayo de 1999) es un futbolista peruano que se demarca como defensor central y su equipo actual es Santos de la Liga 2 de Perú.

## Trayectoria
Rovegno es producto de las divisiones menores de Alianza Lima, club con el cual tiene contrato hasta 2020 y que lo ascendió al primer equipo para la temporada 2018, sin embargo no llegó a debutar oficialmente en ese entonces.
A mitad de febrero de 2019, Alianza cedió a Rovegno por un año a Alianza UDH, con el fin de que busque continuidad y ritmo de juego. Efectivamente, el 3 de marzo de 2019 hizo su debut profesional en la victoria por 1-0 frente a Ayacucho FC, partido válido por la tercera fecha de la Liga 1 2019 en el que jugó todo el partido, ya que fue titular.

## Clubes y estadísticas
Actualizado el 26 de mayo de 2019.
| Club               | Temporada        | Div              | Liga     | Liga  | Copas nacionales | Copas nacionales | Copas internacionales | Copas internacionales | Total    | Total |
| Club               | Temporada        | Div              | Partidos | Goles | Partidos         | Goles            | Partidos              | Goles                 | Partidos | Goles |
| ------------------ | ---------------- | ---------------- | -------- | ----- | ---------------- | ---------------- | --------------------- | --------------------- | -------- | ----- |
| Alianza UDH · Perú | 2019             | 1ª               | 11       | 0     | 1                | 0                | -                     | -                     | 12       | 0     |
| Alianza UDH · Perú | Total club       | Total club       | 11       | 0     | 1                | 0                | 0                     | 0                     | 12       | 0     |
| Total en carrera   | Total en carrera | Total en carrera | 11       | 0     | 1                | 0                | 0                     | 0                     | 12       | 0     |